# Györe Gabriella
Györe Gabriella (Budapest, 1974. július 5. –) Móricz Zsigmond-ösztöndíjas költő, irodalomtörténész, esszéíró, szerkesztő, fordító.

## Életrajz
1988–1992 között a Jedlik Ányos Gimnázium tanulója. A Miskolci Egyetem bölcsészkarán előbb 1997-ben filozófia szakon végzett, majd 2001-ig magyar irodalmat tanult. Modern magyar irodalom kutatói szakon folytatta tanulmányait (modern irodalomtörténet és elméleti modelljei). Részt vesz Szabó Lőrinc életművének feldolgozásában. 2003-2008 között a litera internetes irodalmi portál, majd 2010-ig az "Irodalmi Centrifuga" internetes lap szerkesztőjeként dolgozott.
Eleinte főleg cikkeket, kritikákat, tanulmányokat publikált a litera.hu, az Élet és Irodalom és más folyóiratok hasábjain. Az utóbbi években versei és prózai írásai is jelentek meg, főleg az Irodalmi Centrifuga és az Élet és Irodalom hasábjain.

## Díjai, elismerései
- Móricz Zsigmond-ösztöndíj (2008)

## Művei

### Antológiák
- Pécs − Ein Reide- und Lesebuch, 2010
- A szív kutyája − Kitakart psziché sorozat, Apák és lányok antológia, 2011
- Friss dió − A Műhely-kör antológiája, 2011
- Magyar badar, 2011

### Műfordítások
- Christian Morgenstern: Bitódalok; ford. Györe Gabriella, ill. Friss Kriszta; Syllabux, Budapest, 2014
- Verseskötete:
- Györe Gabriella Nőgyakorlat 2015